# أورسولا كورتيس
أورسولا كورتيس (بالإنجليزية: Ursula Curtiss)‏ هي كاتِبة أمريكية، ولدت في 8 أبريل 1923 في نيويورك في الولايات المتحدة، وتوفيت في 10 أكتوبر 1984 في ألباكركي في الولايات المتحدة.

## وصلات خارجية
- أورسولا كورتيس على موقع IMDb (الإنجليزية)
- أورسولا كورتيس على موقع قاعدة بيانات الفيلم (الإنجليزية)